# 大西ライオン
大西 ライオン（おおにし ライオン、1979年11月13日 - ）は、日本のお笑いタレント。本名、大西 功二（おおにし こうじ）。
所属事務所は吉本興業東京本部（東京吉本）。吉本総合芸能学院東京校5期生。大阪府豊能郡豊能町出身。大阪府立刀根山高等学校卒業。血液型はB型。身長167cm、体重80kg。東野幸治の秘蔵っ子と言われている

## 芸風
- 上半身裸に腰巻姿、ダンボールでできたライオンの被り物（当初はしていなかった）で、劇団四季版のミュージカル『ライオン・キング』のモノマネ芸が有名。
- 持ちギャグは「心配ないさー!」。元ネタは、「ライオンキング」の1幕終盤に歌われる「ハクナ・マタタ（気にするな、の意）」の歌詞で、主役であるシンバが子供から大人に成長した際の第一声である。原曲に比べかなりキーを上げて歌う場合が多いが、高音部も非常に伸びやかに歌い上げることができる。ライオンキングを見たのは一回だけであると発言しており、実際は、『めちゃ×2イケてるッ!』（フジテレビ）での「岡村オファーがきましたシリーズ」を見てだと言う。これが芸人を志すきっかけであり、セリフを暗記するまで見かえしている。またライオンキングを見に行ったとき実際に劇団四季の楽屋に招待され、劇団四季からすると偽物にもかかわらず出演者たちに「本物だ!」と喜ばれた。
- 人と話している時、相手が「心配」を口にすると持ちギャグの「心配ないさー!」を歌わずにはいられなくなる[1]。

## 来歴
- 当初は高校の同級生とのコンビ「プスンパスン」で活動。解散後は日光江戸村の吉本ステージにて住み込みでピン芸人活動。吉本の日光江戸村撤退を機に残されたピン芸人4人で集まって「C.Cカスタネッツ」という男女混合カルテットを組むが、他のメンバーに嫌われており、メンバーの一人とコンビでの再活動を持ちかけるが断られ仕方なくピン芸人に戻る[2]。
- 2009年4月2日から『おもいッきりDON!』（日本テレビ系）のコーナー「突撃DON!」の木曜日の突撃レポーターとしてレギュラー出演。4月から6月までポイントが最下位のレポーターは降板になり、違うレポーターと入れ替わりになるサバイバルバトルでかなり苦戦した。最後は初のポイントなしになってしまったものの最下位のカトゥー直也とはわずかの1ポイントの差でレギュラー降板の危機は免れ、10月1日放送分まで務め上げた。その後は番組のリニューアルに伴い、10月6日放送から『おもいッきりDON!第1部 おもいッきりPON!』の火曜日レギュラー（2010年1月から木曜に異動）になり、突撃芸人ならびコメンテーターとてパネラー席に座ることになった。司会のビビる大木からは「いよいよ誕生しました!!裸のコメンテーター」と歓迎とも芸人弄りともとれるコメントで紹介された。2010年3月29日放送から9月27日放送まで『PON!』の曜日コーナーを担当。浜内千波、虎南有香と3人で料理コーナーを受け持ち、コーナーに出る際は白のかっぽう着を着用したり、かぶり物で出演していた。
- 仕事が減り始めた時期に始めたゴルフの腕前が上達し、近年はゴルフ関係の仕事が増えている[3]。
- 2019年第1回G-1グランプリ 吉本ゴルフNo.1決定戦優勝
- 2020年第2回G-1グランプリ 吉本ゴルフNo.1決定戦優勝

## 人物
- 趣味はキャンプ。幼い頃からキャンプに参加していて、今もちびっ子と一緒にキャンプしているとのこと。キャンプ仲間からはジーコと呼ばれている（本名がコージのため）。
- 2010年2月9日放送の『お笑い芸人歌がうまい王座決定戦スペシャル』（フジテレビ）に出場し、決勝戦に進出したが惜しくも友近に敗れ優勝することはできなかった。得意の高音を活かして披露した曲はすべて女性歌手の歌であった（MISIA「Everything」・石川さゆり「天城越え」・SPEED「Wake Me Up!」・広瀬香美「ロマンスの神様」）[4]。
- 2009年7月31日放送の『おもいッきりDON!』（日本テレビ）第二部で「DONとバレ 私の秘密」のコーナーにオペラ歌手・中島啓江がゲストとして出演。『おもいッきり合唱団』[5]。の一員として「おもいッきりDON!のテーマ」（尼崎昇、作詞・作曲）を一緒に歌った。
- 学生時代バスケットボールをしていた。『NBA バスケットボール』（WOWOW）のゲスト解説に出演したこともある[6]。
- 『フジテレビからの〜!』（フジテレビ）（2011年6月2日深夜放送）で、大塚美容整形外科で受けた包茎手術の模様が放送された[7]。
- 2018年1月から、グラビアアイドルのうさまりあと交際していることをうさまりあが『24時間テレビ』（日本テレビ）内の『有吉反省会』で公表[8]。
- 2015年3月28日放送『徳井義実のチャックおろさせて〜や』内のコーナー「大人のデパートエムズプレゼンツ 手コキカラオケ90点以上とったら100万円!」に出演し、HYの『366日』を歌った。2回も射精に導かれた上に、採点結果も64点に終わった。
- 現在は、プロ並みの腕前を持つゴルフを軸とし、ゴルフ芸人に転身。2022年12月11日に放送されたカンテレ『お笑いワイドショー マルコポロリ！』にて、自身のYouTubeチャンネルでの収益が、芸人時代の収入を超えていると暴露[9]。

## 主な出演

### バラエティ
- 笑いの金メダル（朝日放送）
- 笑っていいとも!（フジテレビ系）
- インパクト!（フジテレビ系）
- 脳内エステ IQサプリ（フジテレビ系）くまだまさしとのコンビで解答者枠に出演。
- 世界バリバリ★バリュー（TBS系）
- お笑いDynamite!（TBS）キャッチコピーは「一人ミュージカルの開演です」
- ザ・イロモネア（TBS系）常連
  - この番組の一企画「ピンモネア」では、クリア最短記録（5秒）を持っている。
- ガレッジ×ビレッジ（テレビ東京）
- くりぃむナントカ（テレビ朝日）
- ハロー!モーニング。（テレビ東京）
- エンタの天使（日本テレビ）キャッチコピーは「怪演!ひとりミュージカル」
- おもいッきりDON!（日本テレビ 2009年4月2日 - 2009年10月1日）木曜日レギュラー
  - おもいッきりDON!第1部　おもいッきりPON!（日本テレビ 2009年10月 - 12月）火曜日レギュラー→木曜日レギュラー（2010年1月 - 3月）
  - PON!（日本テレビ、2010年3月29日 - 9月27日）月曜日レギュラー
- 後藤麻衣の心配ないさぁ〜!!（TBSラジオ→ラジオ日本、2010年1月19日 - ）
  - 後藤麻衣のDon't Worry!!（文化放送）
- ミュージャック（関西テレビ）準レギュラー
- おはスタ（テレビ東京系、2014年4月7日 -[10] ）リポーター
- 漫画ゴルファー矢部（テレビ静岡） 先生
- 天才てれびくんYOU（NHK Eテレ、2017年）火の仙人
- オールスター後夜祭（2018年10月7日[11]、TBS）
- 徳井義実のチャックおろさせて〜や（手コキカラオケ）（2015年3月28日）（BSスカパー!）
- 石橋貴明プレミアム（2021年3月20日[12]、ABEMA）
- 街録ch〜あなたの人生、教えて下さい〜（YouTube番組、2021年）
- ゴルフ革命α season3（2021年7月11日 - 2022年3月、日テレジータス） - レッスン生
- ノブゴルフクラシック（2022年8月31日 - フジテレビONE）

### その他の番組
- デコボコーン!（2012年8月12日、関西テレビ）

### テレビドラマ
- イロドリヒムラ 第3話（TBS系、2012年10月29日） - ライオン男 役

### 映画
- ララピポ（2009年2月7日、日活）
- この街と私（2022年3月4日、アルミード）- 大西ライオン（本人役）

## 主な物真似作品

### 劇団四季関連
- ライオン・キング
- ウェストサイド物語
- オペラ座の怪人

### ミュージカル（劇団四季以外）
- アニー

### ディズニー関連
- アラジン
- 白雪姫
- ピーター・パン

### その他
- トゥーランドットを歌うルチアーノ・パヴァロッティ